# Olympische Sommerspiele 2000/Schwimmen
Bei den Olympischen Sommerspielen 2000 in der australischen Metropole Sydney wurden im Schwimmen insgesamt 32 Wettbewerbe ausgetragen, davon je 16 für Männer und für Frauen.
Ausgetragen wurden die Schwimmwettbewerbe im Sydney International Aquatic Centre vor der Rekordkulisse von etwa 17.000 Zuschauern täglich.

## Männer

### 50 m Freistil
| Platz | Land | Athlet                    | Zeit    |
| ----- | ---- | ------------------------- | ------- |
| 1     | USA  | Anthony Ervin             | 21,98 s |
| 1     | USA  | Gary Hall junior          | 21,98 s |
| 3     | NED  | Pieter van den Hoogenband | 22,03 s |
| 4     | ITA  | Lorenzo Vismara           | 22,11 s |
| 5     | POL  | Bartosz Kizierowski       | 22,22 s |
| 6     | RUS  | Alexander Popow           | 22,24 s |
| 7     | GBR  | Mark Foster               | 22,41 s |
| 8     | UKR  | Oleksandr Wolynez         | 22,51 s |

### 100 m Freistil
| Platz | Land | Athlet                    | Zeit    |
| ----- | ---- | ------------------------- | ------- |
| 1     | NED  | Pieter van den Hoogenband | 48,30 s |
| 2     | RUS  | Alexander Popow           | 48,69 s |
| 3     | USA  | Gary Hall junior          | 48,73 s |
| 4     | AUS  | Michael Klim              | 48,74 s |
| 5     | USA  | Neil Walker               | 49,09 s |
| 6     | SWE  | Lars Frölander            | 49,22 s |
| 7     | RUS  | Denis Pimankow            | 49,36 s |
| 8     | AUS  | Chris Fydler              | 49,44 s |

### 200 m Freistil
| Platz | Land | Athlet                    | Zeit             |
| ----- | ---- | ------------------------- | ---------------- |
| 1     | NED  | Pieter van den Hoogenband | 1:45,35 min (WR) |
| 2     | AUS  | Ian Thorpe                | 1:45,83 min      |
| 3     | ITA  | Massimiliano Rosolino     | 1:46,65 min      |
| 4     | USA  | Josh Davis                | 1:46,73 min (AR) |
| 5     | GBR  | Paul Palmer               | 1:47,95 min      |
| 6     | GBR  | James Salter              | 1:48,74 min      |
| 7     | CAN  | Rick Say                  | 1:48,76 min      |
| 8     | AUS  | Grant Hackett             | 1:49,46 min      |

### 400 m Freistil
| Platz | Land | Athlet                | Zeit             |
| ----- | ---- | --------------------- | ---------------- |
| 1     | AUS  | Ian Thorpe            | 3:40,59 min (WR) |
| 2     | ITA  | Massimiliano Rosolino | 3:43,40 min (AR) |
| 3     | USA  | Klete Keller          | 3:47,00 min (AR) |
| 4     | ITA  | Emiliano Brembilla    | 3:47,01 min      |
| 5     | ROM  | Dragoș Coman          | 3:47,38 min (NR) |
| 6     | USA  | Chad Carvin           | 3:47,58 min      |
| 7     | AUS  | Grant Hackett         | 3:48,22 min      |
| 8     | RSA  | Ryk Neethling         | 3:48,52 min      |

### 1500 m Freistil
| Platz | Land | Athlet             | Zeit              |
| ----- | ---- | ------------------ | ----------------- |
| 1     | AUS  | Grant Hackett      | 14:48,33 min      |
| 2     | AUS  | Kieren Perkins     | 14:53,59 min      |
| 3     | USA  | Chris Thompson     | 14:56,81 min (AR) |
| 4     | RUS  | Alexei Filipez     | 14:56,88 min      |
| 5     | RSA  | Ryk Neethling      | 15:00,48 min (AR) |
| 6     | USA  | Erik Vendt         | 15:08,61 min      |
| 7     | UKR  | Ihor Tscherwynskyj | 15:08,80 min      |
| 8     | GER  | Heiko Hell         | 15:19,87 min      |

### 100 m Rücken
| Platz | Land | Athlet              | Zeit         |
| ----- | ---- | ------------------- | ------------ |
| 1     | USA  | Lenny Krayzelburg   | 53,72 s (OR) |
| 2     | AUS  | Matt Welsh          | 54,07 s (AR) |
| 3     | GER  | Stev Theloke        | 54,82 s      |
| 4     | AUS  | Josh Watson         | 55,01 s      |
| 5     | POL  | Bartosz Kizierowski | 55,04 s      |
| 6     | USA  | Neil Walker         | 55,14 s      |
| 7     | GER  | Steffen Driesen     | 55,27 s      |
| 8     | ISR  | Eithan Urbach       | 55,74 s      |

### 200 m Rücken
| Platz | Land | Athlet            | Zeit             |
| ----- | ---- | ----------------- | ---------------- |
| 1     | USA  | Lenny Krayzelburg | 1:56,76 min (OR) |
| 2     | USA  | Aaron Peirsol     | 1:57,35 min      |
| 3     | AUS  | Matt Welsh        | 1:57,59 min (AR) |
| 4     | ISL  | Örn Arnarson      | 1:59,00 min      |
| 5     | ITA  | Emanuele Merisi   | 1:59,01 min      |
| 6     | ROM  | Răzvan Florea     | 1:59,05 min (NR) |
| 7     | BRA  | Rogério Romero    | 1:59,27 min      |
| 8     | CRO  | Gordan Kožulj     | 1:59,38 min      |

### 100 m Brust
| Platz | Land | Athlet              | Zeit             |
| ----- | ---- | ------------------- | ---------------- |
| 1     | ITA  | Domenico Fioravanti | 1:00,46 min (OR) |
| 2     | USA  | Ed Moses            | 1:00,73 min      |
| 3     | RUS  | Roman Sludnow       | 1:00,91 min      |
| 4     | JPN  | Kōsuke Kitajima     | 1:01,34 min      |
| 5     | CZE  | Daniel Málek        | 1:01,50 min (NR) |
| 6     | CAN  | Morgan Knabe        | 1:01,58 min (NR) |
| 7     | RSA  | Brett Petersen      | 1:01,63 min      |
| 8     | SUI  | Remo Lütolf         | 1:01,88 min      |

### 200 m Brust
| Platz | Land | Athlet              | Zeit             |
| ----- | ---- | ------------------- | ---------------- |
| 1     | ITA  | Domenico Fioravanti | 2:10,87 min (AR) |
| 2     | RSA  | Terence Parkin      | 2:12,50 min (AR) |
| 3     | ITA  | Davide Rummolo      | 2:12,73 min      |
| 4     | AUS  | Regan Harrison      | 2:12,88 min (AR) |
| 5     | CZE  | Daniel Málek        | 2:13,20 min (NR) |
| 6     | USA  | Kyle Salyards       | 2:13,27 min      |
| 7     | FRA  | Yohann Bernard      | 2:13,31 min      |
| 8     | AUS  | Ryan Mitchell       | 2:14,00 min      |

### 100 m Schmetterling
| Platz | Land | Athlet           | Zeit         |
| ----- | ---- | ---------------- | ------------ |
| 1     | SWE  | Lars Frölander   | 52,00 s (AR) |
| 2     | AUS  | Michael Klim     | 52,18 s      |
| 3     | AUS  | Geoff Huegill    | 52,22 s      |
| 4     | USA  | Ian Crocker      | 52,44 s (AR) |
| 5     | CAN  | Mike Mintenko    | 52,58 s (NR) |
| 5     | JPN  | Takashi Yamamoto | 52,58 s (AR) |
| 7     | GER  | Thomas Rupprath  | 53,13 s      |
| 7     | RUS  | Anatoli Poljakow | 53,13 s      |

### 200 m Schmetterling
| Platz | Land | Athlet           | Zeit             |
| ----- | ---- | ---------------- | ---------------- |
| 1     | USA  | Tom Malchow      | 1:55,35 min (OR) |
| 2     | UKR  | Denys Sylantjew  | 1:55,76 min (NR) |
| 3     | AUS  | Justin Norris    | 1:56,17 min (AR) |
| 4     | RUS  | Anatoli Poljakow | 1:56,34 min      |
| 5     | USA  | Michael Phelps   | 1:56,50 min      |
| 6     | GBR  | Stephen Parry    | 1:57,01 min      |
| 7     | RUS  | Denis Pankratow  | 1:57,97 min      |
| 8     | FRA  | Franck Esposito  | 1:58,39 min      |

### 200 m Lagen
| Platz | Land | Athlet                | Zeit             |
| ----- | ---- | --------------------- | ---------------- |
| 1     | ITA  | Massimiliano Rosolino | 1:58,98 min (OR) |
| 2     | USA  | Tom Dolan             | 1:59,77 min (AR) |
| 3     | USA  | Tom Wilkens           | 2:00,87 min      |
| 4     | HUN  | Attila Czene          | 2:01,16 min      |
| 5     | NED  | Marcel Wouda          | 2:01,48 min      |
| 6     | GER  | Christian Keller      | 2:02,02 min      |
| 7     | FRA  | Xavier Marchand       | 2:02,23 min      |
| 8     | FIN  | Jani Sievinen         | 2:02,49 min      |

### 400 m Lagen
| Platz | Land | Athlet            | Zeit             |
| ----- | ---- | ----------------- | ---------------- |
| 1     | USA  | Tom Dolan         | 4:11,76 min (WR) |
| 2     | USA  | Erik Vendt        | 4:14,23 min      |
| 3     | CAN  | Curtis Myden      | 4:15,33 min (NR) |
| 4     | ITA  | Alessio Boggiatto | 4:15,93 min      |
| 5     | RSA  | Terence Parkin    | 4:16,92 min (AR) |
| 6     | AUS  | Justin Norris     | 4:17,87 min      |
| 7     | ROM  | Cezar Bădiță      | 4:20,91 min      |
| 8     | JPN  | Shinya Taniguchi  | 4:20,93 min      |

### 4 × 100 m Freistil
| Platz | Land | Athleten | Zeit             |
| ----- | ---- | --- | ---------------- |
| 1     | AUS  | Michael Klim Chris Fydler Ashley Callus Ian Thorpe Vorlauf: Todd Pearson, Adam Pine                              | 3:13,67 min (WR) |
| 2     | USA  | Anthony Ervin Neil Walker Jason Lezak Gary Hall junior Vorlauf: Scott Tucker, Josh Davis                         | 3:13,86 min      |
| 3     | BRA  | Fernando Scherer Gustavo Borges Carlos Jayme Edvaldo Valério                                                     | 3:17,40 min      |
| 4     | GER  | Torsten Spanneberg Christian Tröger Stephan Kunzelmann Stefan Herbst Vorlauf: Lars Conrad                        | 3:17,77 min      |
| 5     | ITA  | Lorenzo Vismara Klaus Lanzarini Massimiliano Rosolino Simone Cercato Vorlauf: Maruo Gallo                        | 3:17,85 min      |
| 6     | SWE  | Stefan Nystrand Lars Frölander Mattias Ohlin Johan Nyström                                                       | 3:19,60 min      |
| 7     | FRA  | Frédérick Bousquet Romain Barnier Hugo Viart Nicolas Kintz                                                       | 3:21,00 min      |
|       | RUS  | Andrei Kapralow Denis Pimankow Alexander Popow Dmitri Tschernyschow Vorlauf: Leonid Wjatscheslawowitsch Chochlow | DSQ              |

### 4 × 200 m Freistil
| Platz | Land | Athleten                                                                                            | Zeit             |
| ----- | ---- | --------------------------------------------------------------------------------------------------- | ---------------- |
| 1     | AUS  | Ian Thorpe Michael Klim Todd Pearson Bill Kirby Vorlauf: Grant Hackett, Daniel Kowalski             | 7:07,05 min (WR) |
| 2     | USA  | Scott Goldblatt Josh Davis Jamie Rauch Klete Keller Vorlauf: Nate Dusing, Chad Carvin               | 7:12,64 min      |
| 3     | NED  | Martijn Zuijdweg Johan Kenkhuis Marcel Wouda Pieter van den Hoogenband Vorlauf: Mark van der Zijden | 7:12,70 min (NR) |
| 4     | ITA  | Andrea Beccari Matteo Pelliciari Emiliano Brembilla Massimiliano Rosolino                           | 7:12,91 min      |
| 5     | GBR  | Edward Sinclair Paul Palmer Marc Spackman James Salter Vorlauf: Andrew Clayton                      | 7:12,98 min      |
| 6     | GER  | Stefan Pohl Christian Keller Stefan Herbst Christian Tröger Vorlauf: Heiko Hell, Michael Kiedel     | 7:20,19 min      |
| 7     | CAN  | Mark Johnston Mike Mintenko Rick Say Yannick Lupien Vorlauf: Brian Johns                            | 7:21,92 min      |
| 8     | RUS  | Dmitri Tschernyschew Andrei Kapralow Sergei Lawrenow Alexei Filipez Vorlauf: Alexei Jegorow         | 7:24,37 min      |

### 4 × 100 m Lagen
| Platz | Land | Athleten | Zeit             |
| ----- | ---- | --- | ---------------- |
| 1     | USA  | Lenny Krayzelburg Ed Moses Ian Crocker Gary Hall junior Vorlauf: Neil Walker, Tommy Hannan, Jason Lezak         | 3:33,73 min (WR) |
| 2     | AUS  | Matt Welsh Regan Harrison Geoff Huegill Michael Klim Vorlauf: Josh Watson, Ryan Mitchell, Adam Pine, Ian Thorpe | 3:35,27 min (AR) |
| 3     | GER  | Stev Theloke Jens Kruppa Thomas Rupprath Torsten Spanneberg                                                     | 3:35,88 min (AR) |
| 4     | NED  | Klaas-Erik Zwering Marcel Wouda Joris Keizer Pieter van den Hoogenband Vorlauf: Mark Veens                      | 3,37,23 min (NR) |
| 5     | HUN  | Péter Horváth Károly Güttler Zsolt Gáspár Attila Zubor                                                          | 3:39,09 min      |
| 6     | CAN  | Chris Renaud Morgan Knabe Mike Mintenko Craig Hutchison Vorlauf: Shamek Pietucha, Yannick Lupien                | 3:39,88 min      |
| 7     | FRA  | Simon Dufour Hugues Duboscq Franck Esposito Frédérick Bousquet                                                  | 3:40,02 min      |
| 8     | GBR  | Neil Willey Darren Mew James Hickman Sion Brinn                                                                 | 3:40,19 min      |

## Frauen

### 50 m Freistil
| Platz | Land | Athlet            | Zeit    |
| ----- | ---- | ----------------- | ------- |
| 1     | NED  | Inge de Bruijn    | 24,32 s |
| 2     | SWE  | Therese Alshammar | 24,51 s |
| 3     | USA  | Dara Torres       | 24,63 s |

### 100 m Freistil
| Platz | Land | Athlet            | Zeit    |
| ----- | ---- | ----------------- | ------- |
| 1     | NED  | Inge de Bruijn    | 53,83 s |
| 2     | SWE  | Therese Alshammar | 54,33 s |
| 3     | USA  | Dara Torres       | 54,43 s |
|       | USA  | Jenny Thompson    | 54,43 s |

### 200 m Freistil
| Platz | Land | Athlet            | Zeit        |
| ----- | ---- | ----------------- | ----------- |
| 1     | AUS  | Susie O’Neill     | 1:58,24 min |
| 2     | SVK  | Martina Moravcová | 1:58,32 min |
| 3     | CRC  | Claudia Poll      | 1:58,81 min |

### 400 m Freistil
| Platz | Land | Athlet         | Zeit        |
| ----- | ---- | -------------- | ----------- |
| 1     | USA  | Brooke Bennett | 4:05,80 min |
| 2     | USA  | Diana Munz     | 4:07,07 min |
| 3     | CRC  | Claudia Poll   | 4:07,83 min |

### 800 m Freistil
| Platz | Land | Athlet           | Zeit             |
| ----- | ---- | ---------------- | ---------------- |
| 1     | USA  | Brooke Bennett   | 8:19,67 min (OR) |
| 2     | UKR  | Jana Klotschkowa | 8:22,66 min      |
| 3     | USA  | Kaitlin Sandeno  | 8:24,29 min      |

### 100 m Rücken
| Platz | Land | Athlet              | Zeit             |
| ----- | ---- | ------------------- | ---------------- |
| 1     | ROM  | Diana Mocanu        | 1:00,21 min (OR) |
| 2     | JPN  | Mai Nakamura        | 1:00,55 min      |
| 3     | ESP  | Nina Schiwanewskaja | 1:00,89 min      |

### 200 m Rücken
| Platz | Land | Athlet             | Zeit        |
| ----- | ---- | ------------------ | ----------- |
| 1     | ROM  | Diana Mocanu       | 2:08,16 min |
| 2     | FRA  | Roxana Mărăcineanu | 2:10,25 min |
| 3     | JPN  | Miki Nakao         | 2:11,05 min |

### 100 m Brust
| Platz | Land | Athlet         | Zeit             |
| ----- | ---- | -------------- | ---------------- |
| 1     | USA  | Megan Quann    | 1:07,05 min (OR) |
| 2     | AUS  | Leisel Jones   | 1:07,49 min      |
| 3     | RSA  | Penelope Heyns | 1:07,55 min      |

### 200 m Brust
| Platz | Land | Athlet       | Zeit             |
| ----- | ---- | ------------ | ---------------- |
| 1     | HUN  | Ágnes Kovács | 2:24,35 min (OR) |
| 2     | USA  | Kristy Kowal | 2:24,56 min      |
| 3     | USA  | Amanda Beard | 2:25,35 min      |

### 100 m Schmetterling
| Platz | Land | Athlet            | Zeit         |
| ----- | ---- | ----------------- | ------------ |
| 1     | NED  | Inge de Bruijn    | 56,61 s (WR) |
| 2     | SVK  | Martina Moravcová | 57,97 s      |
| 3     | USA  | Dara Torres       | 58,20 s      |

### 200 m Schmetterling
| Platz | Land | Athlet        | Zeit             |
| ----- | ---- | ------------- | ---------------- |
| 1     | USA  | Misty Hyman   | 2:05,88 min (OR) |
| 2     | AUS  | Susie O’Neill | 2:06,58 min      |
| 3     | AUS  | Petria Thomas | 2:07,12 min      |

### 200 m Lagen
| Platz | Land | Athlet            | Zeit             |
| ----- | ---- | ----------------- | ---------------- |
| 1     | UKR  | Jana Klotschkowa  | 2:10,68 min (OR) |
| 2     | ROM  | Beatrice Câșlaru  | 2:12,57 min      |
| 3     | USA  | Cristina Teuscher | 2:13,32 min      |

### 400 m Lagen
| Platz | Land | Athlet           | Zeit             |
| ----- | ---- | ---------------- | ---------------- |
| 1     | UKR  | Jana Klotschkowa | 4:33,59 min (WR) |
| 2     | JPN  | Yasuko Tajima    | 4:35,96 min      |
| 3     | ROM  | Beatrice Câșlaru | 4:37,18 min      |

### 4 × 100 m Freistil
| Platz | Land | Athlet | Zeit             |
| ----- | ---- | --- | ---------------- |
| 1     | USA  | Amy Van Dyken Dara Torres Courtney Shealy Jenny Thompson Vorlauf: Erin Phenix, Ashley Tappin                       | 3:36,61 min (WR) |
| 2     | NED  | Manon van Rooijen Wilma van Hofwegen Thamar Henneken Inge de Bruijn Vorlauf: Chantal Groot                         | 3:39,83 min      |
| 3     | SWE  | Louise Jöhncke Therese Alshammar Johanna Sjöberg Anna-Karin Kämmerling Vorlauf: Josefin Lillhage, Malin Svahnström | 3:40,30 min      |

### 4 × 200 m Freistil
| Platz | Land | Athlet | Zeit             |
| ----- | ---- | --- | ---------------- |
| 1     | USA  | Samantha Arsenault Diana Munz Lindsay Benko Jenny Thompson Vorlauf: Julia Stowers, Kim Black                  | 7:57,80 min (OR) |
| 2     | AUS  | Susie O’Neill Giaan Rooney Kirsten Thomson Petria Thomas Vorlauf: Jacinta van Lint, Elka Graham               | 7:58,52 min      |
| 3     | GER  | Franziska van Almsick Antje Buschschulte Sara Harstick Kerstin Kielgaß Vorlauf: Meike Freitag, Britta Steffen | 7:58,64 min      |

### 4 × 100 m Lagen
| Platz | Land | Athlet | Zeit             |
| ----- | ---- | --- | ---------------- |
| 1     | USA  | Barbara Bedford Megan Quann Jenny Thompson Dara Torres Vorlauf: Courtney Shealy, Ashley Tappin, Amy Van Dyken, Staciana Stitts | 3:58,30 min (WR) |
| 2     | AUS  | Dyana Calub Leisel Jones Petria Thomas Susie O’Neill Vorlauf: Giaan Rooney, Tarnee White, Sarah Ryan                           | 4:01,59 min      |
| 3     | JPN  | Mai Nakamura Masami Tanaka Junko Ōnishi Sumika Minamoto                                                                        | 4:04,16 min      |